# Daniel Auteuil
Daniel Auteuil (ur. 24 stycznia 1950 w Algierze) – francuski aktor filmowy i teatralny, laureat dwóch Cezarów za najlepszą rolę męską (w roku 1987, za film Jean de Florette  i w roku 2000, za film Dziewczyna na moście).

## Życiorys
Urodził się w Algierii Francuskiej. Syn Henriego i Yvonne Auteuil, śpiewaków operowych, spędził dzieciństwo w Awinionie i wychował się w środowisku artystów. Ukończył popularną prywatną szkołę aktorską Cours Florent.
Kreacja Ugolina, bratanka mściwego Cezara (Yves Montand) w dramacie Jean de Florette (1986) z tytułową rolą Gérarda Depardieu przyniosła mu nagrodę Cezara i Brytyjskiej Akademii Filmowej (BAFTA). Za rolę zamkniętego w sobie lutnika Stéphane'a w melodramacie Serce jak lód (Un coeur en hiver, 1992) otrzymał Europejską Nagrodę Filmową. Kolejną nagrodę Cezara odebrał za postać Gabora, cyrkowca rzucającego nożami w komediodramacie Dziewczyna na moście (La Fille sur le pont, 1999) z Vanessą Paradis.
Zasiadał w jury konkursu głównego na 66. MFF w Cannes (2013).
Był żonaty z Anne Jousset, z którą ma córkę Aurore (ur. 1980), i aktorką Emmanuelle Béart (1993-95), z którą ma córkę Nelly (ur. 1992). Od 22 lipca 2006 roku jest mężem rzeźbiarki Aude Ambroggi, z którą ma syna Zacha (ur. 2009).

## Filmografia
- 2021: Żegnaj, panie Haffmann (Adieu monsieur Haffmann) jako jubiler Haffmann
- 2019: Poznajmy się jeszcze raz (La Belle Époque) jako Victor Drumond
- 2017: Z pasją jako profesor Pierre Mazard
- 2012: Le Guetteur jako komisarz Mattei
- 2012: Serca z kamienia (La Mer à boire) jako Georges Pierret
- 2011: Córka studniarza (La Fille du puisatier) jako Pascal Amoretti
- 2009: Kochałem ją (Je l’aimais) jako Pierre
- 2008: MR 73 jako Louis Schneider
- 2006: Czyja to kochanka? jako Pierre
- 2006: Les Disparus jako Samuel
- 2006: Mon meilleur ami - Mój najlepszy przyjaciel jako François Costel
- 2005: L’Entente cordiale
- 2005: Ukryte (Caché) jako George
- 2005: Jeden odchodzi, drugi zostaje (L’Un reste, l’autre part) jako Daniel
- 2005: Peindre ou faire l’amour
- 2004: Nos amis les flics jako Toussaint
- 2004: Pourquoi (pas) le Brésil
- 2004: Cena pożądania (Sotto falso nome) jako Daniel
- 2004: 36 (36 quai des orfèvres) jako Léo Vrinks
- 2003: Męskie sekrety (Après vous...) jako Antoine
- 2003: Rencontre avec le dragon jako Guillaume de Montauban, zwany Czerwonym Smokiem
- 2003: Petites coupures jako Bruno
- 2003: Claude Berri, le dernier nabab
- 2002: Przeciwnik[4] (L’Adversaire) jako Jean-Marc Faure
- 2002: Un jour dans la vie du cinéma français
- 2001: Vajont – La diga del disonore jako Alberico Biadene
- 2001: Plotka (Le Placard) jako François Pignon
- 2000: Markiz de Sade (Sade) jako markiz de Sade
- 2000: Wdowa św. Piotra (La Veuve de Saint-Pierre) jako kapitan
- 1999: Facet do towarzystwa (Mauvaise passe) jako Pierre
- 1999: Dziewczyna na moście (La Fille sur le pont) jako Gabor – nagroda Césara, dla najlepszego aktora
- 1999: Zaginiony syn (The Lost Son) jako Xavier Lombard
- 1999: An Interesting State
- 1997: Na ostrzu szpady (Le Bossu) jako Lagardère/Le Bossu
- 1997: Lucie Aubrac jako Raymond Aubrac
- 1996: Złodzieje (Les Voleurs) jako Alex
- 1996: ...twierdzi Pereira (Sostiene Pereira) jako dr Cardoso
- 1996: Ósmy dzień (Le Huitième jour) jako Harry
- 1996: Nieprzychylna bezstronność (Passage a l’acte)
- 1995: Francuzka (Une Femme française) jako Louis
- 1994: Rozstanie (La Séparation) jako Pierre
- 1994: Królowa Margot (La Reine Margot) jako Henryk z Nawarry
- 1993: Moja ulubiona pora roku (Ma saison préférée) jako Antoine
- 1992: Serce jak lód (Un coeur en hiver) jako Stephane
- 1991: Ma vie est un enfer jako Abar
- 1990: Lacenaire jako Pierre-François
- 1989: Romuald i Juliette (Romuald et Juliette) jako Romuald Blindet
- 1988: Kilka dni ze mną (Quelques jours avec moi) jako Martial Pasquier
- 1986: Paltoquet (Le Paltoquet) jako dziennikarz
- 1986: Jean de Florette jako Ugolin
- 1986: Manon u źródeł (Manon des sources) jako Ugolin – nagroda Césara, dla najlepszego aktora
- 1985: Ukryte uczucia (L’Amour en douce) jako Marc Delmas
- 1985: Palace
- 1984: Arbalete (L’Arbalète) jako inspektor Vincent
- 1983: L’Indic jako Dorniche
- 1983: Les Fauves
- 1983: P’tit con
- 1982: Emmenez-moi au théâtre: Apprends-moi Céline jako Guillaume
- 1982: Pour 100 briques t’as plus rien
- 1982: Que les gros salaires lèvent le doigt !! ! jako Lum
- 1981: Le Calvaire d’un jeune homme impeccable jako Guillaume
- 1981: S.A.R.L. ou societe amoureuse a responsabilite limitee jako Marcel
- 1981: T’empêches tout le monde de dormir
- 1981: Les Hommes préferent les grosses jako Jean-Yves
- 1981: Les Sous-doués en vacances
- 1980: Bankierka (La Banquière) jako Duclaux
- 1980: Au théâtre ce soir: Bataille de dames jako Gustave de Grignon
- 1980: Clara et les chics types jako Mickey
- 1980: Les Sous-doués jako Bebel
- 1979: Rien ne va plus jako Informatyk
- 1979: Bête mais discipliné
- 1979: We dwoje (À nous deux) jako łobuz
- 1979: Les Héros n’ont pas froid aux oreilles
- 1977: L’Enlèvement du régent – Le chevalier d’Harmental jako Raoul d’Harmental
- 1977: Rendez-vous en noir jako inspektor Camaret
- 1977: Monsieur Papa jako Dede
- 1976: La Folle de Chaillot jako ratownik  z Mostu Almy
- 1976: Assassinat de Concino Concini jako Bernard de Preuil
- 1976: Les Mystères de Loudun jako ksiądz Mignon
- 1976: Attention les yeux! jako Alex
- 1976: La Nuit de Saint Germain des Prés jako Remy
- 1976: L’Amour violé
- 1975: Adieu Amédée jako Pascal
- 1975: Agresja (L’Agression)
- 1975: Attention les yeux jako Alex
- 1974: Les Fargeot jako Philippe